# Альшпіс
А́льшпіс (нім. Ahlspieß, від Ahle — «шило» + Spieß — «спис») — західноєвропейська холодна зброя, короткий спис із дископодібним обмежувачем. Використовувалась здебільшого в Німеччині та Австрії протягом XV—XVI ст. Довжина древка варіювалась у межах від 1,6 до 1,8 м.

## Опис
Альшпіс зображено на численних предметах мистецтва, таких як сцена з Розкішного часослову герцога Беррійського (французька релігійна книга часів близько 1410 року). Також збереглась гравюра на дереві з Нюрнберзької Хроніки 1493 року, що зображує потопаючою в Червоному морі армію фараона, озброєну такою зброєю, як алебарди, кистені, двозубці та альшпіси. Третя згадка була у книжці початку XVI століття «Der Weisskunig» про імператора Максиміліана на ілюстрації під назвою Битва проти Блакитного воїнства (The Battle Against the Blue Company).
Альшпіс також використовувався і в інших країнах, наприклад, Англії, і був дуже популярною зброєю на лицарських турнірах нарівні з алебардою.

## Галерея

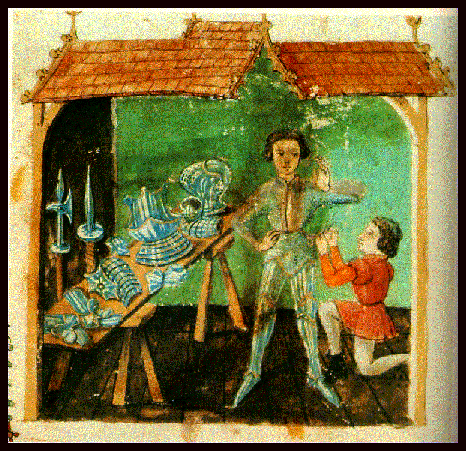
Лицар убирається в обладунки. Зліва видно полекс і альшпіс.
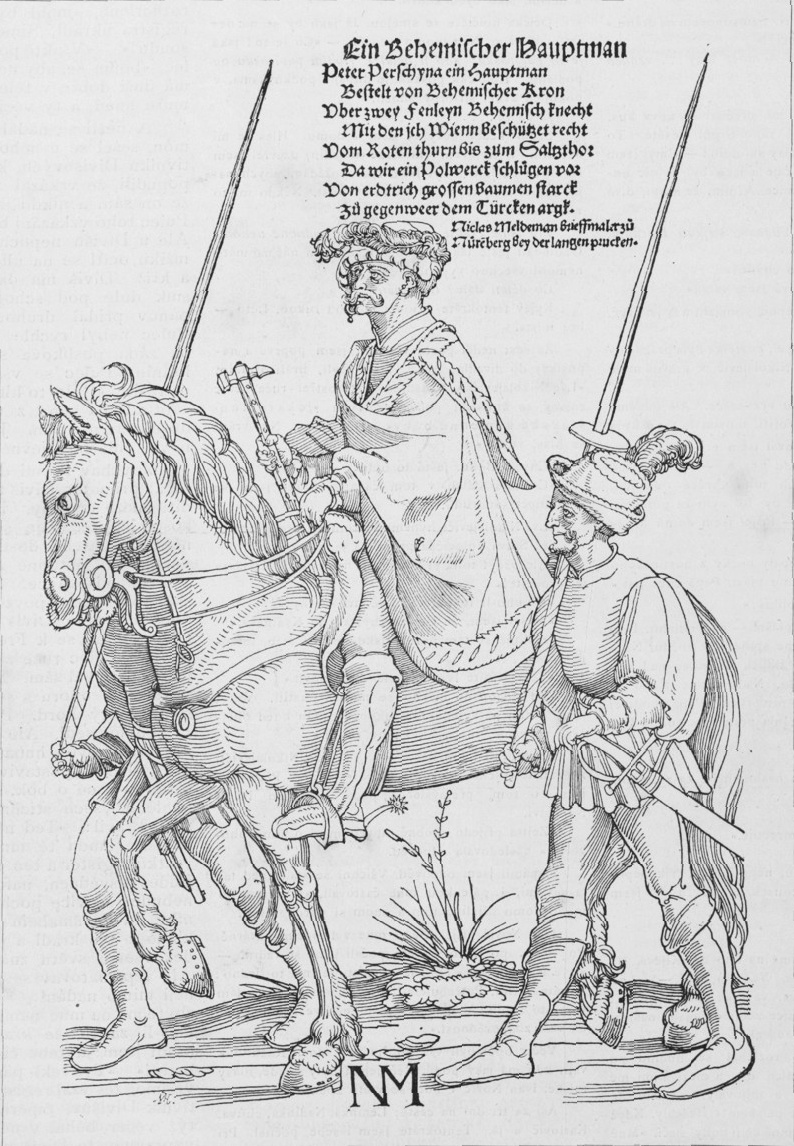
Капітан у супроводі двох охоронців з альшпісами. Зверніть увагу на незвичайно велику довжину наконечників, що перевищує довжину древка.